# Бретињи (Златна обала)
Бретињи (фр. Bretigny) насеље је и општина у источном делу централне Француске у региону Бургоња, у департману Златна обала која припада префектури Дижон.
По подацима из 2011. године у општини је живело 919 становника, а густина насељености је износила 134,36 становника/km². Општина се простире на површини од 6,84 km². Налази се на средњој надморској висини од 248 метара (максималној 288 m, а минималној 232 m).

## Демографија
| 1962. | 1968. | 1975. | 1982. | 1990. | 1999. | 2011. |
| ----- | ----- | ----- | ----- | ----- | ----- | ----- |
| 315   | 359   | 445   | 518   | 544   | 716   | 919   |

График промене броја становника у току последњих година